# Гуттман, Эли
Израэль (Эли) Гуттман (ивр. אלי גוטמן‎; род. 24 февраля 1958, Хайфа, Израиль) — израильский футболист и футбольный тренер.

## Биография
Родился в семье евреев-ашкеназы. Воспитанник «Хапоэля» из Хайфы, однако за основную команду не играл. Выступал за малоизвестные израильские коллективы. Свою тренерскую карьеру начинал с низших лиг. Постепенно Гуттману удалось дойти до элиты. Два сезона он помогал Шломо Шарфу в «Маккаби» из Хайфы. В 1997 году специалист добился первого достижения, завоевав с «Хапоэлем» (Беэр-Шева) первый в истории Кубку Израиля. На волне успеха он возглавил родной «Хапоэль» и сделал его чемпионом страны.
Затем тренер на несколько лет ушел в тень: он работал с рядом израильских и кипрских клубов. Нового витка карьеры удалось достичь в «Хапоэлем» из Тель-Авива. В короткий срок Гуттман привил команде атакующий футбол. Вначале он спас ее от вылета, а через два года сделал золотой дубль.
В конце 2011 года Эли Гуттман стал новым главным тренером сборной Израиля. Под его руководством национальная команда не смогла пройти отбор на ЧМ-2014 и ЧЕ-2016. После невыхода на континентальное первенство наставник подал в отставку со своего поста.
Последним клубом Гуттмана стал «Маккаби» (Хайфа). Его он возглавил в ноябре 2018 года, однако уже через месяц он из-за проблем со здоровьем был вынужден завершить свою тренерскую карьеру.

## Достижения
- Чемпион Израиля (2): 1998/99, 2009/10.
- Обладатель Кубка Израиля (4): 1996/97, 2009/10, 2010/11.